# سیگارتینگ
سیگارتینگ (به آلمانی: Sigharting) یک منطقهٔ مسکونی در اتریش است که در ناحیه شاردینگ واقع شده‌است. سیگارتینگ ۵٫۶۷ کیلومتر مربع مساحت دارد ۳۴۳ متر بالاتر از سطح دریا واقع شده‌است.